# Allocosa orinus
Allocosa orinus là một loài nhện trong họ wolfspinnen (Lycosidae).
Loài này thuộc chi Allocosa. Allocosa orinus được Ralph Vary Chamberlin miêu tả năm 1916.